# Vatnsnes

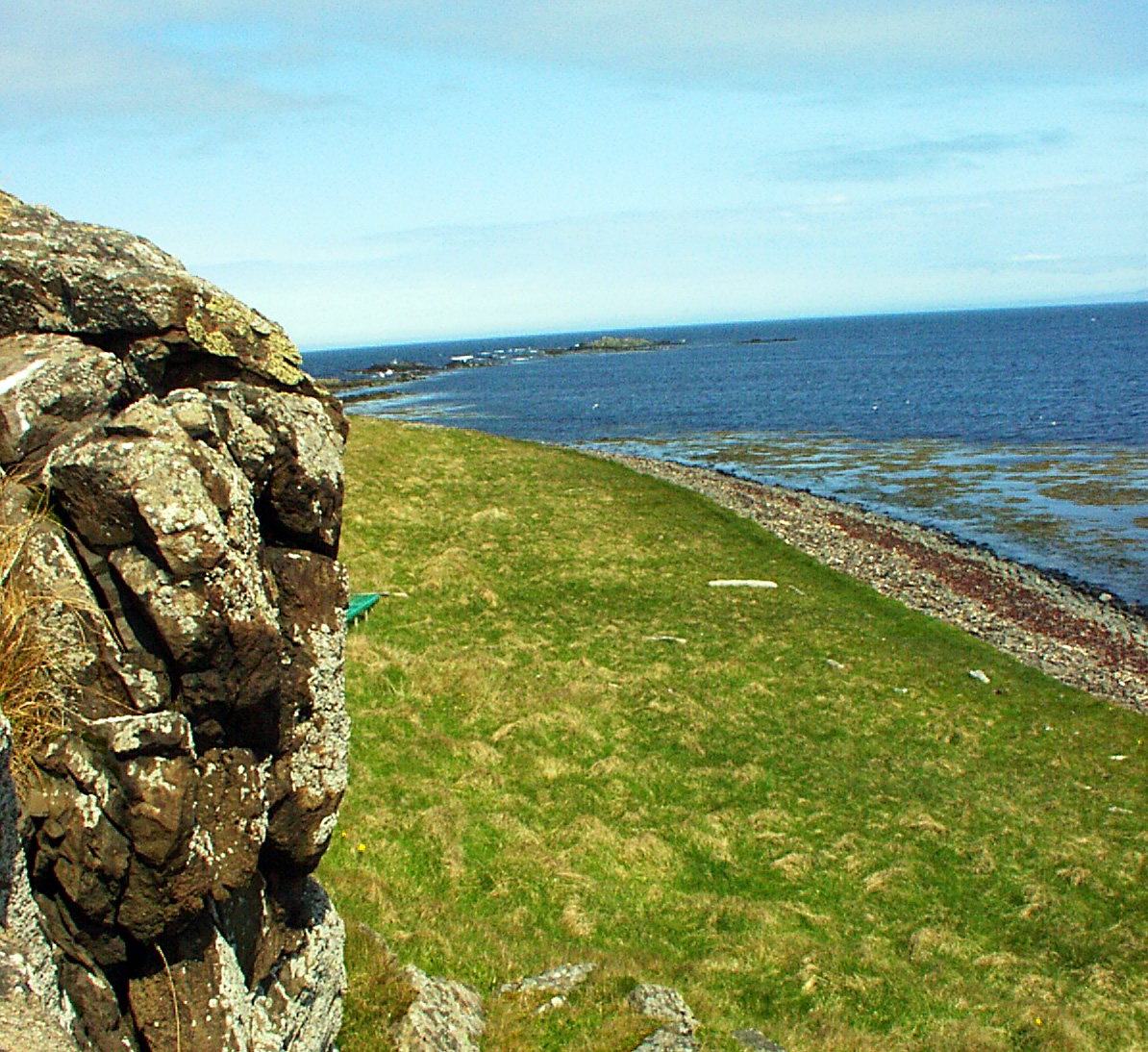
La badia de Hindisvík

Vatnsnes és una península que s'endinsa a la badia de Húnaflói a la regió de Norðurland vestra, al nord d'Islàndia. Està envoltada per les aigües del Miðfjörður a l'oest i Húnafjörður a l'est. És l'hàbitat d'una de les colònies de foques més gran d'Islàndia, entre d'altres a Hindisvík i Gosar. Les foques s'han protegit durant molts anys a Hindisvík. Es va construir una cabana de pedra a Gosar en el costat oriental de la península per a l'observació de pinnípedes.